# Folkeafstemning om Estlands medlemskab af EU 2003
Folkeafstemning om Estlands medlemskab af EU blev afholdt den 14. september 2003. Lidt over to tredjedele af de deltagende vælgere (blot 42,6 % af alle vælgere) stemte ja, og Estland tiltrådte EU den 1. maj 2004.

## Resultater
| Valg                                                                 | Stemmer | %    |
| -------------------------------------------------------------------- | ------- | ---- |
| For                                                                  | 369.657 | 66,8 |
| Imod                                                                 | 183.454 | 33,2 |
| Totale stemmer                                                       | 553.111 | 100  |
| Ugyldige/blanke stemmer                                              | 2.724   | 0,5  |
| Antal stemmer/deltagelse                                             | 555.835 | 64,1 |
| Registrerede vælgere                                                 | 867.714 | –    |
| Kilde: EU Referendum 2003 Arkiveret 31. maj 2008 hos Wayback Machine |         |      |

| Kreds                                 | Stemme- berettigede | Deltagende | Ugyldige Stemmer | Ja (Stemmer) | Ja (%) | Nej (Stemmer) | Nej (%) |
| ------------------------------------- | ------------------- | ---------- | ---------------- | ------------ | ------ | ------------- | ------- |
| Kreds Harju (Harju maakond)           | 79.598              | 54.123     | 202              | 37.670       | 69,86  | 16.251        | 30,14   |
| Kreds Hiiu (Hiiu maakond)             | 8.524               | 5.613      | 26               | 3.793        | 67,89  | 1.794         | 32,11   |
| Kreds Ida-Viru (Ida-Viru maakond)     | 65.049              | 36.370     | 171              | 20.634       | 57,00  | 15.565        | 43,00   |
| Kreds Jõgeva (Jõgeva maakond)         | 28.879              | 17.316     | 100              | 11.309       | 65,69  | 5.907         | 34,31   |
| Kreds Järva (Järva maakond)           | 29.980              | 18.901     | 65               | 12.886       | 68,41  | 5.950         | 31,59   |
| Kreds Lääne (Lääne maakond)           | 21.022              | 13.287     | 51               | 8.759        | 66,18  | 4.477         | 33,82   |
| Kreds Lääne-Viru (Lääne-Viru maakond) | 48.350              | 29.406     | 161              | 19.315       | 66,05  | 9.930         | 33,95   |
| Kreds Põlva (Põlva maakond)           | 25.471              | 14.701     | 93               | 9.043        | 61,90  | 5.565         | 38,10   |
| Kreds Pärnu (Pärnu maakond)           | 67.328              | 42.982     | 172              | 28.573       | 66,74  | 14.237        | 33,26   |
| Kreds Rapla (Rapla maakond)           | 28.256              | 18.066     | 72               | 11.597       | 64,45  | 6.397         | 35,55   |
| Kreds Saaremaa (Saare maakond)        | 28869               | 17825      | 65               | 11.084       | 62,41  | 6.676         | 37,59   |
| Kreds Tartu (Tartu maakond)           | 36.319              | 22.033     | 109              | 14.967       | 68,27  | 6.957         | 31,73   |
| Kreds Valga (Valga maakond)           | 25.008              | 15.028     | 76               | 9.314        | 62,29  | 5.638         | 37,71   |
| Kreds Viljandi (Viljandi maakond)     | 44.264              | 27.268     | 134              | 18.494       | 68,16  | 8.640         | 31,84   |
| Kreds Võru (Võru maakond)             | 30.813              | 18.888     | 89               | 10.955       | 58,27  | 7.844         | 41,73   |
| Stad Tallinn (Tallinna linn)          | 22.7361             | 156.779    | 554              | 107.405      | 68,75  | 48.820        | 31,25   |
| Stad Tartu (Tartu linn)               | 72.623              | 47.249     | 584              | 33.859       | 72,56  | 12.806        | 27,44   |
| Estland i alt                         | 86.7714             | 555.835    | 2724             | 369.657      | 66,83  | 183.454       | 33,17   |

| Valg | Spire Denne valgsartikel er en spire som bør udbygges. Du er velkommen til at hjælpe Wikipedia ved at udvide den. |